# NGC 1259
NGC 1259 (другие обозначения — MCG 7-7-46, ARP 310, PGC 12208) — линзообразная галактика (S0) в созвездии Персей.
Этот объект входит в число перечисленных в оригинальной редакции «Нового общего каталога».
В галактике вспыхнула сверхновая SN 2008L типа Ia, её пиковая видимая звездная величина составила 18,7.